# Steemit
Steemit es una red social que combina la creación de contenido, la interacción con usuarios y el uso de una cadena de bloques con una criptomoneda llamada STEEM.

## Concepto
El proyecto lo fundaron Ned Scott y Dan Larimer, creador de Bitshares
La idea la describieron en marzo de 2016 en el Whitepaper
La manera de funcionar se parece a páginas web como Reddit. La única diferencia es que todo el contenido en texto se queda grabado para siempre en un Blockchain.
Los usuarios o miembros pueden hacer un upvote al contenido que quieran y dependiendo de cuantos votos se obtenga se obtendrá una recompensa en forma de Steem, Steem power o Steem dollars.
El hecho de votar contenido también hace obtener recompensas en forma de Steem. Es lo que se llaman Curation Rewards. Incluso los comentarios se pueden votar y de esta manera llegar a monetizarse.

## Sistema monetario

### Steem
Es la criptomoneda en la que se basa Steemit. Se parece bastante al Bitcoin aunque una gran diferencia es que las recompensas van más destinadas a los autores y curadores que a los propios creadores de moneda o mineros.
El Blockchain de Steem también es la base de otros tokens: un activo llamado Steem dollars que tiene la intención de tener siempre el valor de un dólar estadounidense y que es usado como parte del pago a autores y curadores. El steem y el steem dólar pueden ser comprados y vendidos en el mercado de criptomonedas.
- Steem Power: representa la influencia que tiene un usuario en la red social comparado con el resto de los usuarios de la comunidad y es medido en Steem. No se puede comprar ni vender pero puede ser transformado en Steem en un proceso que dura 104 semanas. Este método se llama Power down. Cuando un usuario nuevo se registra, la plataforma regala una pequeña cantidad de Steem power a cada miembro. Siempre se puede obtener más Steem Power a través de un proceso que se llama Power up donde el Steem se transforma en Steem power. Cuanto más Steem power tiene un usuario, mayor es el impacto que tienen sus votos. Si el contenido es votado por alguien con una cantidad considerable de Steem Power, entonces, el post será recompensado con Steem, Steem Power o Steem Dollars.

- Steem Dollars: el Steem Dollar es un activo que tiene como intención siempre valer lo mismo que un dólar estadounidense. Se puede comprar y vender en el mercado de las cryptos al igual que el Steem. En la misma plataforma hay un valor de cambio integrado permitiendo el cambio de Steem dollars a Steem. Este proceso suele durar una semana. Los Steem Dollars darán un interés de un 10% anual si se mantienen en la plataforma, pero si los Steem Dollars aumentan de valor superando al dólar el interés podrá ser detenido. Por el contrario si los Steem Dollars se cambian a un valor más bajo que el dólar estadounidense y la cantidad de los mismos no es muy alta, entonces el interés aumentará. Si la persona elige convertir los Steem Dollars a Steem, habrá tres cosas que podrá hacer con el Steem: venderlo, usarlo como criptomoneda o convertirlo a Steem Power.